# Glareano
Heinrich Loriti, conosciuto anche come Glareanus o Glareano (Mollis, giugno 1488 – Friburgo in Brisgovia, 27 o 28 marzo 1563) è stato un umanista, poeta e teorico musicale svizzero, attivo anche come musicista, filologo, storico, matematico e geografo.

## Biografia
Figlio di un contadino e consigliere glaronese, dopo una formazione elementare a Berna e Rottweil, presso Michael Rubellus, prosegue gli studi superiori a Vienna e Colonia. Venne nominato magister in quest'ultima città nel 1512. Con la composizione in latino di un panegirico in onore dell'imperatore Massimiliano I ottenne il titolo di poeta laureatus. A seguito di una disputa con Johannes Reuchlin, si spostò a Basilea nel 1514. Da qui effettuò molti viaggi in tutta l'Europa, con soggiorni a Pavia nel 1515 e dal 1517 al 1522 fu insegnante di filosofia dall'università di Parigi. A Basilea strinse rapporti di amicizia con Erasmo da Rotterdam e Oswald Myconius, ma, contrariamente a quest'ultimo, non aderì alla riforma. Questo rifiuto lo obbligò a lasciare Basilea per Friburgo in Brisgovia nel 1529. Dove insegnò poesia, storia e geografia fino al suo pensionamento nel 1560. Qui morì nel 1563.

### Geografia e matematica
Durante il suo soggiorno basilese, si interessò a varie branche della scienza. Nel 1527, pubblicò De geographia liber unus, testo di riferimento fino al XVII secolo, in cui pose le basi della geografia matematica e determinò per primo la cosiddetta declinazione magnetica (la deviazione dell'ago della bussola). Fu anche l'autore dell'Epitome de sex arithmeticae practicae speciebus, opera di riferimento in campo matematico nonché testo molto diffuso nelle università del tempo.

### Teorico musicale
Nel 1516, pubblicò Isagoge in musicen, un breve testo che tratta degli elementi di base della musica. Ma il suo trattato musicale più importante in questo ambito fu il Dodekachordon pubblicato nel 1547, che fu il più diffuso e il più influente del Rinascimento.
Appoggiandosi su più di 120 compositori dei secoli passati, vi tracciò la storia della musica da Boezio fino ai suoi giorni, ripercorrendo l'utilizzo del modo musicale dal canto gregoriano fino alla polifonia. Il suo apporto maggiore in quest'opera fu la definizione del sistema musicale basato su dodici toni, invece degli otto utilizzati fino ad allora, come utilizzati per esempio dal suo contemporaneo Pietro Aaron. Glareano introdusse il tono maggiore e minore.
Questa opera fu molto influente, e il sistema delle dodici note fu ripreso da molti altri teorici della musica come Gioseffo Zarlino e Nicola Vicentino; pur tenendo conto di varie modifiche, la spiegazione di Glareano resta valida ancora oggi.

## Opere principali

### Principali testi
- Helvetiae descriptio, Basilea, 1515
- Isagoge in musicen, Basilea, 1516
- De Ratione Syllabarum brevis isagoge, In aedibus Adae Petri, Basilea, 1516, 44p.
- de Geographia liber unus, impr. J. Faber, Augsburg, 1530, 35 ff.
- De VI arithmeticae practicae speciebus Henrici Glareani epitome, excud. J. Faber Emmeus Juliacensis, Friburgo in Brisgovia, 1539
- PICCOLOMINI, Enea Silvio. (Pius II, Papa) "PII. II. PON. MAX. ASIAE EUROPAE QUE ELEGANTISSIMA DESCRIPTIO ... Accessit Henrici Glareani, Helvetii, poetae laureati compendiaria Asiae, Africae, Europaeque descriptio", Paris, 1534
- Dodekachordon, Basilea, 1547
- Commentarii et annotationes doctissimae in Caii Cornelii Taciti Germaniam..., impr. M. Manger, Augsburg, 1579, 364 p.

### Riedizione di opere antiche
- Aelii Donati methodus scholiis, Zurigo, apud C. Froschoverum, 1534, 111 ff.
- Julii Caesaris Commentariorum de bello Gallico, Venezia, ex biblioteca Aldina, 1569, 398 ff.
- Riedizione di opere di Tito Livio e Boezio

## Il premioGlaréan
È stato assegnato per la prima volta il 10 luglio 2007 dalla Società svizzera di ricerche musicali. Questo premio biannuale è dotato di un premio di 10.000 franchi svizzeri. Esso vuole premiare lavori di ricerca musicale marcanti. Il primo vincitore è stato Reinhard Stroem, dell'Università di Oxford.